# Flakpanzer 38(t)
El Flakpanzer 38(t), cuyo nombre oficial es Flakpanzer 38(t) auf Selbstfahrlafette 38(t) Ausf M (SdKfz 140), fue un cañón antiaéreo autopropulsado de origen alemán utilizado durante la Segunda Guerra Mundial.

## Diseño y desarrollo
El Flakpanzer 38(t) fue diseñado sobre el chasis del LT-38, un tanque checo de preguerra, el cual después de la ocupación alemana, fue producida para el Wehrmacht con la denominación de Panzer 38(t) hasta que este quedó obsoleto.
El Flakpanzer 38(t) utilizó el chasis Ausf M, por lo que el motor se ubicaba en la parte media del vehículo, emplazándose así por detrás del motor una superestructura blindada la cual montaba un cañón de 2cm Flak 38 L/65. La superestructura se podía plegar, posibilitando una rotación transversal de 360 grados de baja elevación del arma.
Incluyendo el prototipo, solo 141 ejemplares del Flakpanzer 38(t) fueron construidos desde noviembre de 1943 a febrero de 1944, siendo puesto en servicio en 1944.

## Uso en combate
El Flakpanzer 38(t) se construyó con el propósito de formar parte de las filas del pelotón antiaéreo de cada batallón de tanques (Panzer Abteilung) en una División Panzer.
La mayoría de los Flakpanzer 38(t) fueron asignados a las divisiones Panzer en el Frente Occidental, el resto fue asignado al Frente Oriental. Un ejemplo de estos usuarios fue la 12.ª SS División Panzer Hitlerjugend.
Al haber entrado en servicio en 1944, a este punto de la guerra el único cañón de 2 cm que montaba este vehículo no era suficiente para repeler las aeronaves aliadas, por lo que el Flakpanzer 38(t) se convirtió en presa fácil para los cazabombarderos enemigos.
Gracias a que la superestructura que albergaba el cañón permitía una gran depresión del mismo (-5°), el Flakpanzer 38(t) se utilizó a menudo contra infantería enemiga y contra vehículos sin blindaje, o con blindaje ligero.

## Supervivientes
Hoy en día existen cuatro vehículos intactos, los cuales fueron rescatados de un desguace en Trun, Normandía, y se encuentran en los siguientes museos:
- Monumento de Bayeux
- Musee Automobiles de Normandie, Cleres (Se cree que ahora está en manos de privados en el Reino Unido)
- Museo de blindados de Saumur
- Colección privada de Becker

|                       |
| Vista lateral derecha |

|                         |
| Vista lateral izquierda |

|                |
| Vista superior |